# Ericthonius stephenseni
Ericthonius stephenseni är en kräftdjursart. Ericthonius stephenseni ingår i släktet Ericthonius och familjen Ischyroceridae. Inga underarter finns listade i Catalogue of Life.